# کمیته المپیک یمن
کمیته المپیک یمن (انگلیسی: Yemen Olympic Committee) یک سازمان ورزشی است که نماینده کشور یمن در کمیته بین‌المللی المپیک می‌باشد.
این سازمان که در سال ۱۹۷۴ تأسیس شده مسئول آماده‌سازی و اعزام ورزشکاران به بازی‌های المپیک، بازی‌های المپیک جوانان و بازی‌های آسیایی است.